# Александар Стефановић
Александар Стефановић (Жабари, 1953) (познат под надимком „Аца Четник“), је бивши српски политичар.

## Биографија
Рођен 1953. године у Жабарима код Ваљева.
Завршио је гимназију и запослио се као стражар у Централном затвору у Београду, после чега се враћа у Ваљево и ради као шеф возног парка.
Марта 2010. је ухапшен у Црној Гори по потерници коју је расписала Босна и Херцеговина због милионске преваре.

## Политичка каријера
Страначки се ангажује крајем 1989. године, са Предрагом Вулетићем оснива Либерална странка. У лето 1990. године, са већим делом чланства прилази Српском четничком покрету Војислава Шешеља, и постаје њен потпредседник. У Шешељевом покрету се истиче скупљањем новчаних прилога у иностранству.
Када је почео рат у Хрватској, постаје командант Равногорског четничког корпуса, и организује слање добровољаца на ратиште.
Крајем 1991. Шешељ га именује за генералног секретара Српске радикалне странке. После савезних избора 1992, које опозиција бојкотује, бива изабран за потпредседника Већа грађана СРЈ.
После Дејтонског споразума напушта радикале. У Бањалуци се појављује при оснивању Српског народног савеза Биљане Плавшић. Постаје координатор Савеза за источну Босну.
Када је основан ДОС Стефановић им се прикључује и на изборима 2000. за републичку скупштину се појављује на листи ДХСС-а.
Сазнаје се да је богат човек и да као власник бензинске пумпе у Београду издашно помаже опозицију. Постаје човек од Батићевог поверења, први саветник и председник фудбалског клуба Раднички из Обреновца.
После Демохришћанске странке је оснивао неколико безначајних партија.
Сведочио је као сведок тужилаштва у Хашком трибуналу, у процесу против Војислава Шешеља. Негирао је могућност да су Шешељевци извршили неки злочин. Навод из писане изјаве да му је Шешељ претио смрћу, Стефановић је приписао свом растројеном стању, а затим и негирао. Стефановић је такође тврдио да је изјаве хашким истражитељима од 2001. године - давао по налогу покојног премијера Србије Зорана Ђинђића како би „политички компромитовао Шешеља“.
15. марта 2008. године оснива Нову радикалну странку због незадовољства са радом старе Српске радикалне странке. Непосредно пред одлазак Николића и Вучића из радикала, оптужио их је да примају новац од Мишковића.